# 闍耶室利摩訶菩提樹

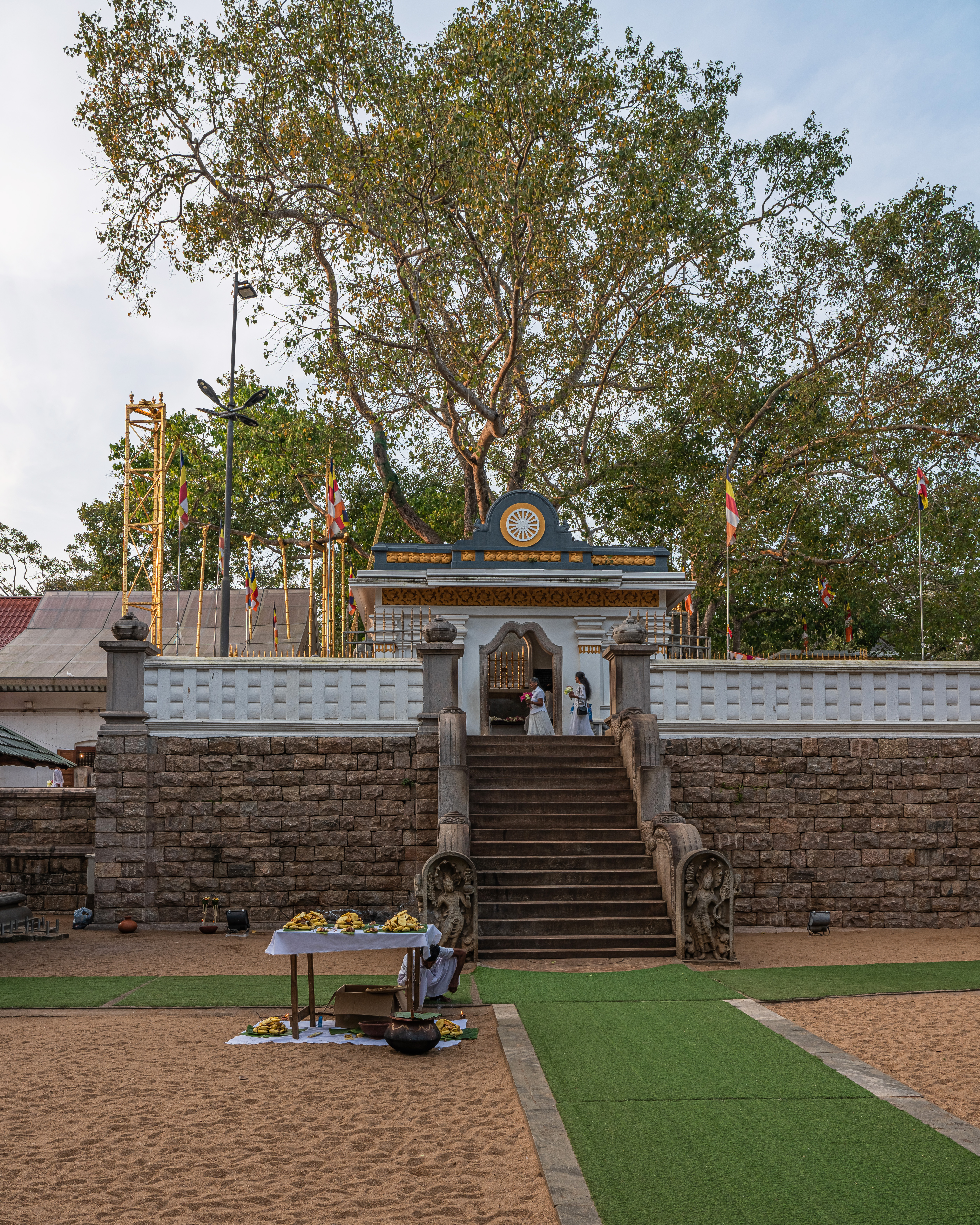
闍耶室利摩訶菩提樹

闍耶室利摩訶菩提樹，或稱斯里蘭卡聖菩提樹，是位於斯里蘭卡阿努拉德普勒的一株菩提樹。闍耶室利摩訶菩提樹為斯里蘭卡的八聖地之一。
相傳這棵樹是菩提伽耶摩訶菩提樹南枝衍生出來的。闍耶室利摩訶菩提樹於前288年栽植，是世界上已知活的最久的人工栽植的樹木。如今此樹被視為斯里蘭卡佛教聖地之一，受到全世界佛教徒的尊崇。
2014年，斯里蘭卡政府禁止此樹附近方圓500公尺處的任何建築。只有一處建築因顯而易見不會傷害樹木而獲得准許。